# بريت مارلنج
بريتني هيووث «بريت» مارلنج (بالإنجليزية: Brittany Heyworth "Brit" Marling)‏ هي كاتبة ومنتجة ومخرجة وممثلة أمريكية من مواليد 7 أغسطس، 1983.

## حياتها ومسيرتها المهنية
ولدت مارلنج في شيكاغو بولاية إلينوي. تخرجت من جامعة جورج تاون بشهادة بكالوريوس في الاقتصاد. سميت «بريت» على اسم والدة جدتها النرويجية.
جذبت الأنتباه لأول مرة في 2004، عندما شاركت مايك كاهيل ونيكولاس شوميكر في كتابة الفيلم الوثائقي "Boxers and Ballerinas"، وشاركت في إخراجه مع مايك كاهيل. أيضاً قامت بالأشتراك في كتابة وإنتاج وتمثيل في فيلمي 2011 "Sound of My Voice" و"Another Earth". ظهر هذان الفيلمان في مهرجان صاندانس السينمائي 2011، حيث ربح "Another Earth" جائزة ألفريد سلون لفيلم متميز مع العلم أو التكنولوجيا أو الرياضيات كموضوع رئيسي. في 2012، لعبت دور أبنة ريتشارد غير في فيلم المراجحة. في 2013، لعب دور جاسوسة في شركة استخبارات خاصة في فيلم الإثارة الشرق مع إلين بيج.

## أعمالها

### فيلم
| السنة | العنوان              | الدور                    | ملاحظات                      |
| ----- | -------------------- | ------------------------ | ---------------------------- |
| 2007  | The Recordist        | تشارلي هول               | قصير                         |
| 2009  | Political Disasters  | بيرت                     | قصير                         |
| 2011  | Another Earth        | رودا وليامز              |                              |
| 2011  | Sound of My Voice    | ماغي                     |                              |
| 2012  | المراجحة             | بروك ميلير               |                              |
| 2013  | The East             | سارة موس/جاين أوين       | شاركت أيضاً في كتابته وإنتاجه |
| 2013  | The Company You Keep | ريبيكا أوزبورن           |                              |
| 2014  | The Better Angels ‏   | نانسي لينكون             |                              |
| 2014  | I Origins            | كارين                    |                              |
| 2014  | The Keeping Room     | أوغاستا                  |                              |
| 2014  | Posthumous           | ماكنزي غرن               |                              |
| 2016  | The Wife             | يونغ كاسلمان (في شبابها) |                              |

### تلفزيون
| السنة | العنوان   | الدور               | ملاحظات                                |
| ----- | --------- | ------------------- | -------------------------------------- |
| 2011  | Community | بيج                 | حلقة: "Early 21st Century Romanticism" |
| 2014  | Babylon   | ليز غارفي           | 7 حلقات                                |
| 2016  | The OA    | بريري جونسون/ال م.أ | 8 حلقات                                |

## وصلات خارجية
- بريت مارلنج على موقع IMDb (الإنجليزية)
- بريت مارلنج على موقع روتن توميتوز (الإنجليزية)
- بريت مارلنج على موقع ألو سيني (الفرنسية)
- بريت مارلنج على موقع ميوزك برينز (الإنجليزية)
- بريت مارلنج على موقع أول موفي (الإنجليزية)
- بريت مارلنج على موقع بوكس أوفيس موجو (الإنجليزية)
- بريت مارلنج على موقع قاعدة بيانات الأفلام السويدية (السويدية)
- بريت مارلنج على موقع أول ميوزيك (الإنجليزية)
- بريت مارلنج على موقع ديسكوغز (الإنجليزية)
- بريت مارلنج على موقع قاعدة بيانات الفيلم (الإنجليزية)